# Comme un Indien métropolitain
SCALP 1984-1992 : comme un indien métropolitain, aux origines du mouvement antifasciste radical est un livre collectif produit par le SCALP en 2005, sur l'histoire du mouvement de 1984 (création du 1er scalp à Toulouse) à 1992 (création du Réseau No Pasaran),.

## Éléments historiques
L'ouvrage retrace les différentes luttes des scalp durant les années 1980. Il relate également les liens du mouvement avec la scène rock alternative, notamment avec les Béruriers Noirs. On trouve également une interview de Julien et Rico, anciens membres des Red Warriors.

## Sources
- Notices d'autorité :   - IdRef
  - WorldCat
, (OCLC 496411231), Sudoc.
- Serge Cosseron, Dictionnaire de l'extrême gauche, Paris, Larousse, 2007, p.  77-79.
- Peggy Pierrot, Comme un Indien métropolitain, Le Monde diplomatique, octobre 2005, page 31, [lire en ligne].
- Catalogue général des éditions et collections anarchistes francophones : notice bibliographique.
- Bibliothèque George Orwell des Territoires de la Mémoire : notice avec sommaire détaillé.
- Centre International de Recherches sur l'Anarchisme (Marseille), n°64, juillet-août 2005, [lire en ligne].
- Institut international d'histoire sociale (Amsterdam) : Scalp 1984-1992 : comme un indien métropolitain : aux origines du mouvement antifasciste radical.

### En bibliographie et notes
- Philippe Vervaecke, À droite de la droite : Droites radicales en France et en Grande-Bretagne au XXe siècle, Presses Universitaires du Septentrion, 2012, page 215.

- (en) David Porter, Sylvain Boulouque, Eyes to the South : French Anarchists and Algeria, AK Press, 2011, page 545, note 225.

- (en) Mark Bray, Antifa : The Antifascist Handbook, Melville House, 2017, page 223.